# Dominic West
Dominic Gerard Francis Eagleton West (Sheffield, Anglia, 1969. október 15.–) ír származású angol színész, zenész, rendező.
Legismertebb szerepe az HBO Drót című drámasorozatának egyik főszereplője, Jimmy McNulty nyomozó. 2011-ben Fred West sorozatgyilkost alakította a Felelős felnőtt című tévéfilmben, és ezt a teljesítményét 2012-ben a legjobb főszereplőnek járó díjjal jutalmazta a Brit Filmakadémia.

## Korai évei
West egy hétgyerekes katolikus család hatodik gyermekeként született a Yorkshire-i Sheffieldben. Anyja, Moya Cleary háztartásbeli, apja, George West egy műanyaggyár tulajdonosa volt. Mivel már gyerekként színész akart lenni, anyja kilencéves korában beajánlotta egy amatőr színtársulatba. Az Eton College diákjaként végezte középiskolai tanulmányait, majd a Dublini Egyetemhez tartozó Trinity College-ba járt egyetemre. 1995-ben a Guildhall School of Music and Drama hallgatójaként fejezte be színészi tanulmányait.

## Pályafutása

### Film és televízió
Pályafutása kezdetén kisebb tévés és filmes szerepeket kapott, majd olyan filmekben szerepelt mint a III. Richard (1995), True Blue (1996), Chicago (2002) és Mona Lisa mosolya (2003).
Legismertebb szerepe Jimmy McNulty baltimore-i nyomozó, aki az HBO drámasorozatának, a Drótnak egyik főszereplője. A kritikák elismerően nyilatkoztak a megformált szereplő hibátlan amerikai akcentusáról.
A Drót forgatásának idején West rendezte az 5. évad 7. részét (Kihasználva) is.
William Shakespeare Szentivánéji álomjának 1999-es filmváltozatában West Lysandert alakította. 2001-ben a Rocksztár című filmben Kirk Cuddy heavy metal-gitáros szerepét játszotta el. 2007-ben Theront, a spártai politikust alakította a 300 című filmben, illetve a Hannibál ébredésében Popil felügyelő szerepét kapta. A 2008-as A Megtorló – Háborús övezet-ben egy Jigsaw nevű gonoszt, 2010-ben Neil Marshall kalandfilmjében, A kilencedik légióban Virilus hadvezért alakította. 2011-ben a Johnny English újratöltve újra negatív szerepben mutatta, és látható volt a Kísértetek című filmben is.
2008-ban Channel 4 csatornán futó Az ördög jegyese című sorozatban Oliver Cromwell szerepében volt látható. 2009-ben Eminem Relapse albumának Dr. West című nyitószámában egy orvost alakított, aki a rappert kibocsájtja egy elvonóról. A részt West telefonon keresztül adta elő Londonban, Eminem pedig Miamiban, egy stúdióban rögzítette azt.
2009 decemberében Eugene O’Neill A szőrös majom című expresszionista drámájának rádióváltozatában Hank-et alakította. A drámát a BBC Radio 3 sugározta. Ugyanabban az évben a BBC-n látható Have I Got News for You című műsor vendégházigazdája volt, illetve Joan Rivers és Sarah Jessica Parker oldalán Graham Norton's New Year's Eve Show című szilveszteri műsorban is szerepelt.
2011-ben a BBC The Hour című drámasorozatában egy televíziós bemondó szerepét játszotta. A Felelős felnőtt című, kétrészes ITV-produkcióban Fred West sorozatgyilkost alakította. Teljesítményéről nyilatkozva a sorozatgyilkos lánya elmondta, hogy a színésznek sikerült megragadnia Fred West „gonoszságának lényegét - karakterét, magatartását, sőt testtartását is.”
2012-ben felajánlottak számára egy szerepet az HBO népszerű sorozatában, a Trónok harcában, de visszautasította azt, mivel a forgatások miatt túl sok időt kellett volna családjától távol töltenie.
A 2014-es Büszkeség és bányászéletben, mely az 1984-1985-ös bányászsztrájkot mutatja be, Jonathan Blake homoszexuális aktivistát alakította.
2014 októberétől a Showtime csatornán futó The Affair-ban Noah Solloway szerepét játssza.

### Színház
Színházi munkássága során angliai és amerikai színpadokon lépett fel. 2000-ben a Sheffield Theatres-ben volt látható a The Country Wife című darab, melyben West is szerepelt.
2001-ben a Broadway-en, az American Airlines Theatre-ben is látható volt, amikor Noël Coward Design For Living című darabjában Leo-t alakította.
2005-ben Shakespeare Ahogy tetszikében Orlando szerepét öltötte magára.
2006-ban Harley Granville Barker The Voysey Inheritance című darabjában Edwardot alakította a Royal National Theatre egyik színpadján, a Lyttelton Theatre-ben. 2006 júliusa és 2007 februárja között a Duke of York's Theatre-ban Tom Stoppard Rock 'n' Roll című darabjában Jant alakította. 2009-ben a londoni Donmar Warehouse-ban Pedro Calderón de la Barca Az élet álom című drámájában alakította a főhőst, és számos pozitív kritikát kapott.
2011 júniusától a londoni Duchess Theatre-ben lépett fel, ahol Simon Gray klasszikus vígjátékában, a Butley-ban a címszereplőt játszotta. Ugyanazon év szeptemberében visszatért szülővárosába, hogy a Crucible Theatre Othellojában Jágót alakítsa az Othellót játszó Clarke Peters oldalán.
2012 decemberétől 2013 januárjáig a My Fair Lady Henry Higgins-eként lépett színpadra a Crucible Theatre-ben.

### Reklám
2009-ben online filmekben szerepelt, melyek a Carte Noire francia kávémárkát népszerűsítették. A reklámfilmekben West részleteket olvas fel jelentős irodalmi művekből: Jane Austen - Büszkeség és balítélet; D.H. Lawrence - Lady Chatterley szeretője; Nick Hornby - Pop, csajok satöbbi; Edith Wharton - Az ártatlanság kora; Pat Barker - Life Class; Nicci Gerrard - The Moment You Were Gone; Katherine Mansfield - Something Childish But Very Natural.

## Magánélete

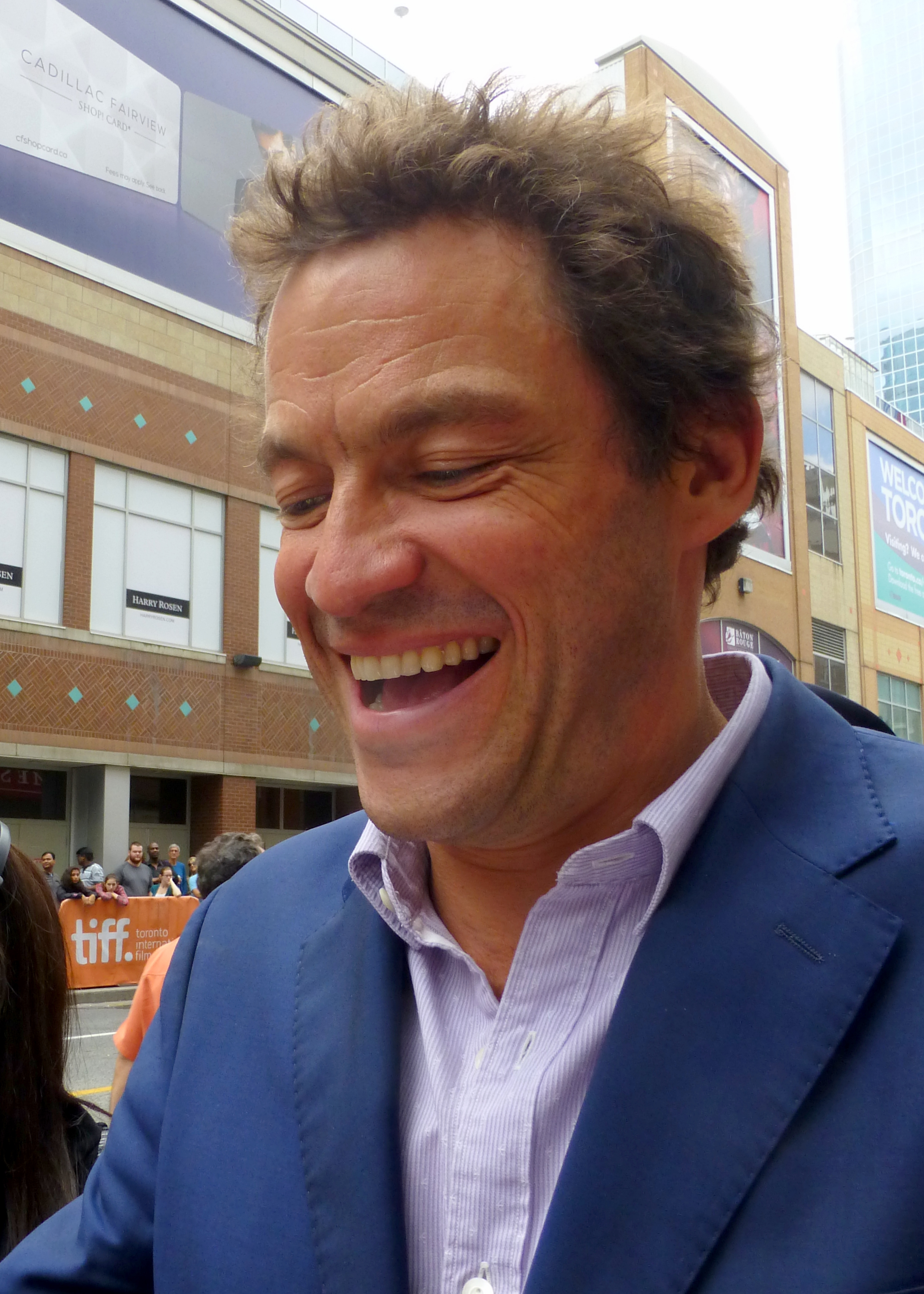
West 2014-ben

1998-ban West akkori barátnője, Polly Astor (Michael Astor konzervatív politikus lánya) egy kislánynak adott életet (Martha). A pár három év múlva különvált.
West 2010. június 26-án az írországi Glinben, feleségül vette az egyetemi évei alatt megismert Catherine FitzGerald-ot. Négy gyerekük van: Dora, Senan, Francis és Rose. FitzGerald egy anglo-ír arisztokrata család leszármazottja, Desmond FitzGerald-nak, Glin 29. lovagjának lánya, korábban pedig Edward Lambton-nak, Durham 7. grófjának felesége volt.
West a Helen’s Trust támogatója. A szervezet halálos betegeknek segít abban, hogy életük utolsó idejét otthon tölthessék. Ez a szervezet gondozta a színész édesanyját is, mielőtt az 2009-ben elhunyt.
West a kanadai–ausztrál közös csapat vezetője volt a Walking with the Wounded nevű adománygyűjtő eseményen, melyen sebesült katonák számára gyűjtöttek támogatást. Ennek keretében elvándorolt a Déli-sarkra, ellenfelük pedig a Harry herceg vezette brit és az Alexander Skarsgård vezette amerikai csapat volt. A zord időjárási- és terepviszonyok miatt a csapatok úgy döntöttek, hogy abbahagyják az esemény versenyszerű folytatását és közösen érik el a célt. Így 2013. december 13-án Harry, Skarsgård, West és több sebesült katona egyesített erővel elérték a Déli-sarkot.
2014 augusztusában West egyike volt annak a 200 közszereplőnek, akik aláírtak egy, a The Guardian-nak elküldött levelet, melyben Skócia függetlensége ellen foglaltak állást a 2014-es népszavazás előtt.

## Filmográfia

### Film
| Év   | Magyar cím                        | Eredeti cím                             | Szerep                   | Magyar hang          |
| ---- | --------------------------------- | --------------------------------------- | ------------------------ | -------------------- |
| 1991 |                                   | 3 Joes (rövidfilm)                      | Joe Smoker               |                      |
| 1995 | III. Richárd                      | Richard III                             | Henrik, Richmond grófja  | Galbenisz Tomasz     |
| 1995 | III. Richárd                      | Richard III                             | Henrik, Richmond grófja  | Hamvas Dániel        |
| 1996 |                                   | True Blue                               | Donald Macdonald         |                      |
| 1996 | Túlélni Picassót                  | Surviving Picasso                       | Pablo Picasso            | Tzafetás Roland      |
| 1996 |                                   | E=mc2                                   | Spike                    |                      |
| 1997 | A játékos                         | The Gambler                             | Alexei                   |                      |
| 1997 | Diane és én                       | Diana & Me                              | Rob Naylor               |                      |
| 1997 | Spice World                       | Spice World                             | fényképész               |                      |
| 1999 | Szentivánéji álom                 | A Midsummer Night's Dream               | Lysander                 |                      |
| 1999 | Star Wars I. rész – Baljós árnyak | Star Wars Episode I: The Phantom Menace | őr a palotában           |                      |
| 2000 | 28 nap                            | 28 Days                                 | Jasper                   | László Zsolt         |
| 2001 | Rocksztár                         | Rock Star                               | Kirk Cuddy               | Szabó Sipos Barnabás |
| 2002 | Tíz perc: cselló                  | Ten Minutes Older: The Cello            | Fiatal férfi             |                      |
| 2002 | Chicago                           | Chicago                                 | Fred Casely              | Bozsó Péter          |
| 2003 | Mona Lisa mosolya                 | Mona Lisa Smile                         | Bill Dunbar              | Csankó Zoltán        |
| 2004 | Felejtés                          | The Forgotten                           | Ash Correll              | Kaszás Attila        |
| 2006 |                                   | Stingray (rövidfilm)                    | Luther                   |                      |
| 2007 | Hannibal ébredése                 | Hannibal Rising                         | Popil felügyelő          | Mihályi Győző        |
| 2007 | 300                               | 300                                     | Theron                   | Kardos Róbert        |
| 2008 |                                   | Hold On (rövidfilm)                     | Kiszállító               |                      |
| 2008 | A Megtorló – Háborús övezet       | Punisher: War Zone                      | Billy Russotti / Jigsaw  | Kőszegi Ákos         |
| 2009 |                                   | From Time to Time                       | Caxton                   |                      |
| 2010 | A kilencedik légió                | Centurion                               | Titus Flavius Virilus    | Kőszegi Ákos         |
| 2010 |                                   | Jackboots on Whitehall                  | Fiske (hangja)           |                      |
| 2010 |                                   | Words of the Blitz                      | Sir John Colville        |                      |
| 2011 | Johnny English újratöltve         | Johnny English Reborn                   | Simon Ambrose            | László Zsolt         |
| 2011 | Karácsony Artúr                   | Arthur Christmas                        | Manók vezetője (hangja)  |                      |
| 2011 | Kísértetek                        | The Awakening                           | Robert Mallory           | Posta Victor         |
| 2012 | John Carter                       | John Carter                             | Sab Than                 | Rékasi Károly        |
| 2013 |                                   | Boy Cried Wolf (rövidfilm)              | Hughie                   |                      |
| 2013 | A lány és a gépdada (rövidfilm)   | The Girl with the Mechanical Maiden     | feltaláló                |                      |
| 2014 | Büszkeség és bányászélet          | Pride                                   | Jonathan Blake           | Király Attila        |
| 2015 | Az ifjúság végrendelete           | Testament of Youth                      | Mr. Brittain             | Faragó József        |
| 2016 | Szenilla nyomában                 | Finding Dory                            | Csúzli (Rudder) (hangja) | Scherer Péter        |
| 2016 | Géniusz                           | Genius                                  | Ernest Hemingway         | Kárpáti Levente      |
| 2016 | Pénzes cápa                       | Money Monster                           | Walt Camby               | Czvetkó Sándor       |
| 2018 | Tomb Raider                       | Tomb Raider                             | Lord Richard Croft       | Fekete Ernő          |
| 2022 | Downton Abbey: Egy új korszak     | Downton Abbey: A New Era                | Guy Dexter               | Stohl András         |

### Televízió
| Év        | Magyar cím                | Eredeti cím                                  | Szerep                           | Megjegyzések                                                  |
| --------- | ------------------------- | -------------------------------------------- | -------------------------------- | ------------------------------------------------------------- |
| 1998      |                           | Out of Hours                                 | Dr. Paul Featherstone            | tévéfilm                                                      |
| 1999      | Karácsonyi ének           | A Christmas Carol                            | Fred                             | tévéfilm                                                      |
| 2001      |                           | The Life and Adventures of Nicholas Nickleby | Sir Mulberry Hawk                | tévéfilm                                                      |
| 2002–2008 | Drót                      | The Wire                                     | James McNulty nyomozó            | 56 epizód                                                     |
| 2006      |                           | Catherine Tate Show                          | önmaga                           | 1 epizód                                                      |
| 2008      | Az ördög jegyese          | The Devil's Whore                            | Oliver Cromwell                  | 4 epizód                                                      |
| 2009      |                           | Breaking the Mould                           | Howard Florey                    | tévéfilm                                                      |
| 2011      | Felelős felnőtt           | Appropriate Adult                            | Fred West                        | kétrészes tévéfilm                                            |
| 2011–2012 |                           | The Hour                                     | Hector Madden                    | 12 epizód                                                     |
| 2013      |                           | Burton and Taylor                            | Richard Burton                   | tévéfilm                                                      |
| 2014–2019 | A viszony                 | The Affair                                   | Noah Solloway                    | - 49 epizód - magyar hangja: - Mihályfi Balázs                |
| 2016      | Rémes rímek               | Revolting Rhymes                             | farkas / tündér / óriás (hangja) | 2 epizód                                                      |
| 2017      |                           | Panorama                                     | narrátor (hangja)                | 1 epizód                                                      |
| 2018–2019 | A nyomorultak             | Les Misérables                               | Jean Valjean                     | - 6 epizód - vezető producer - magyar hangja: - Csankó Zoltán |
| 2019–     |                           | Brassic                                      | Dr. Chris Cox                    | főszereplő                                                    |
| 2020      | Bevándorlók Ausztráliában | Stateless                                    | Gordon Masters                   | 6 epizód                                                      |
| 2021      | Hajsza a szerelemért      | The Pursuit of Love                          | Matthew bácsi                    | - 3 epizód - magyar hangja: - Csankó Zoltán                   |
| 2022      |                           | Ten Percent                                  | önmaga                           | 1 epizód                                                      |
| 2022–2023 | A Korona                  | The Crown                                    | Károly walesi herceg             | - főszereplő (5-6. évad) - magyar hangja: - Stohl András      |
| 2022–     | Engedetlen hősök          | SAS: Rogue Heroes                            | Dudley Clarke alezredes          | - főszereplő - magyar hangja: - Epres Attila                  |

## Díjai, elismerései
- 2010 novemberében a Sheffield-i Hallam Egyetem díszdoktorrá avatta a művészetekért tett szolgálataiért.[43]
- 2011 novemberében a Dublini Trinity College (Dublin) a Filozófiai Társaságának tiszteletbeli patrónusává választotta. West korábban itt szerzett oklevelet angolból és színházi tudományokból.[44][45]

### Filmes díjak, elismerések
Munkássága során 6 díjat és 12 jelölést kapott.
| Év   | Díj                                                         | Kategória | Alkotás címe              | Eredmény         |
| ---- | ----------------------------------------------------------- | --- | ------------------------- | ---------------- |
| 2002 | Awards Circuit Community Awards                             | Legjobb színtársulat (Megosztva: Richard Gere, Renée Zellweger, Catherine Zeta-Jones, John C. Reilly, Queen Latifah, Mya, Colm Feore, Ekaterina Chtchelkanova, Denise Faye, Lucy Liu, Taye Diggs, Christine Baranski, Susan Misner, Deidre Goodwin)                                             | Chicago                   | Második helyezés |
| 2003 | Broadcast Film Critics Association Awards - Kritikusok díja | Legjobb színtársulat (Megosztva: Christine Baranski, Ekaterina Chtchelkanova, Taye Diggs, Denise Faye, Colm Feore, Richard Gere, Deidre Goodwin, Mya, Lucy Liu, Queen Latifah, Susan Misner, John C. Reilly, Renée Zellweger, Catherine Zeta-Jones)                                             | Chicago                   | Elnyerte         |
| 2003 | Phoenix Film Critics Society Awards                         | Legjobb színtársulat (Megosztva: Christine Baranski, Ekaterina Chtchelkanova, Taye Diggs, Denise Faye, Colm Feore, Richard Gere, Deidre Goodwin, Mya, Queen Latifah, Lucy Liu, Susan Misner, John C. Reilly, Renée Zellweger, Catherine Zeta-Jones)                                             | Chicago                   | Jelölve          |
| 2003 | Screen Actors Guild-díj                                     | Kiváló színtársulati alakítás egy színpadi mozgóképes alkotásban (Megosztva: Christine Baranski, Ekaterina Chtchelkanova, Taye Diggs, Denise Faye, Colm Feore, Richard Gere, Deidre Goodwin, Mya, Queen Latifah, Lucy Liu, Susan Misner, John C. Reilly, Renée Zellweger, Catherine Zeta-Jones) | Chicago                   | Elnyerte         |
| 2008 | Crime Thriller Awards                                       | Legjobb főszereplő | Drót                      | Jelölve          |
| 2009 | Crime Thriller Awards                                       | Legjobb főszereplő | Drót                      | Elnyerte         |
| 2011 | Golden Globe-díj                                            | Legjobb férfi főszereplő (minisorozat vagy tévéfilm) | The Hour                  | Jelölve          |
| 2012 | Crime Thriller-díj                                          | Legjobb főszereplő | Felelős felnőtt           | Jelölve          |
| 2012 | BAFTA-díj                                                   | Legjobb főszereplő | Felelős felnőtt           | Elnyerte         |
| 2012 | Broadcasting Press Guild-díj                                | Legjobb színész | The Hour Felelős felnőtt' | Elnyerte         |
| 2012 | Critics Choice Television Awards                            | Legjobb színész egy mozifilmben vagy minisorozatban | The Hour                  | Jelölve          |
| 2012 | Monte-Carlo TV Festival                                     | Kiváló színész egy minisorozatban | Felelős felnőtt           | Jelölve          |
| 2012 | Online Film & Television Association                        | Legjobb színész egy mozifilmben vagy minisorozatban | The Hour                  | Jelölve          |
| 2012 | Royal Television Society, UK                                | Legjobb férfi színész | Felelős felnőtt           | Elnyerte         |
| 2013 | Critics Choice Television Awards                            | Legjobb színész egy mozifilmben vagy minisorozatban | The Hour                  | Jelölve          |
| 2013 | Satellite Awards                                            | Legjobb színész egy minisorozatban vagy televíziós filmben | Burton and Taylor         | Jelölve          |
| 2014 | BAFTA-díj                                                   | Legjobb főszereplő | Burton and Taylor         | Jelölve          |
| 2015 | Golden Globe-díj                                            | Legjobb alakítás televíziós sorozatban (filmdráma) | A viszony                 | Jelölve          |
| 2011 | Golden Globe-díj                                            | Legjobb alakítás televíziós sorozatban (filmdráma) | A Korona                  | Jelölve          |